# Bertil Uggla

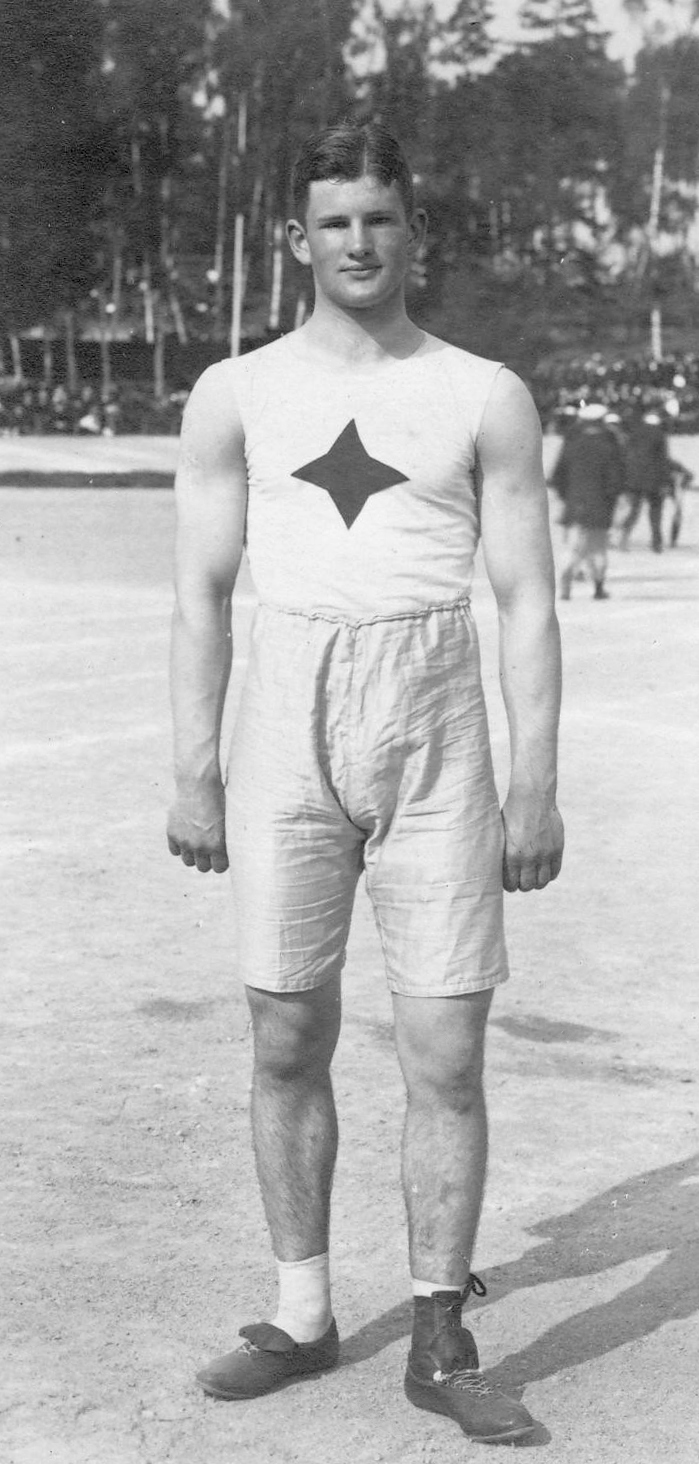
Bertil Uggla

Bertil Gustafsson Uggla (* 19. August 1890 in Solna; † 29. September 1945 in Karlstad) war ein schwedischer Stabhochspringer, Fechter und Moderner Fünfkämpfer.
Beim Stabhochsprung der Olympischen Spiele 1912 in Stockholm wurde er mit 3,80 m Vierter, gemeinsam mit Frank Murphy und William Halpenny, hinter dem Goldmedaillengewinner Harry Babcock (3,95 m) und den Silbermedaillengewinnern Frank Nelson und Marc Wright (3,85 m). Abweichend von den üblichen Gepflogenheiten erhielten die drei Viertplatzierten eine Bronzemedaille (Halpenny hatte sich beim Fall in die unzureichend gesicherte Grube verletzt). Bei den Olympischen Spielen 1924 in Paris gewann er Bronze im Modernen Fünfkampf.
Dreimal nahm Uggla an Olympischen Fechtwettbewerben teil: 1920 in Antwerpen schied er mit dem Degen sowohl im Einzel- wie auch im Mannschaftswettbewerb in der Vorrunde aus. 1924 in Paris kam im Mannschaftswettbewerb erneut in der ersten Runde das Aus. 1928 in Amsterdam wurde er mit dem Florett in der Einzelwertung Zwölfter, scheiterte aber im Degen mit der Mannschaft abermals in der Vorrunde. Erfolgreich war er mit der Degen-Mannschaft bei den Internationalen Meisterschaften: 1934 in Warschau gewannen sie Bronze, 1935 in Lausanne Silber.
1909, 1911 und 1912 wurde er nationaler Meister im Stabhochsprung.
Sein Vater Gustaf Uggla war General im schwedischen Militär, sein älterer Bruder Bengt war ebenfalls beim Militär und im Modernen Fünfkampf aktiv. Bertil Uggla gehörte wie sein Vater und Bruder dem schwedischen Militär an und bekleidete dort bis zu seinem Tod den Rang eines Obersts.
Uggla war von 1928 bis zu seinem Unfalltod Mitglied im Sveriges Olympiska Kommitté. Er verunfallte bei einem Trainingsritt im Wald.